# Nada Mihelčić
Nada Mihelčić (Zagreb, 1. prosinca 1946. – Zagreb, 29. listopada 2015.) hrvatska književnica za djecu i mlade te prevoditeljica.

## Životopis
Nakon gimnazije pohađala je studije filozofije i indologije na Filozofskom fakultetu u Zagrebu, predavanja na pravnom fakultetu a apsolvirala je studij na Politološkom fakultetu.
Prvi roman Bilješke jedne gimnazijalke nedugo po objavljivanju je uvršten u lektiru za osme razrede osmogodišnjih škola. Roman Zeleni pas napisan i objavljen 2009. godine postigao je svojevrstan rekord osvojivši iste godine sve prestižne nagrade za koje je bio nominiran, a to su Nagrada Grigor Vitez, Nagrada Anto Gardaš, Nagrada Mato Lovrak i godišnju nagradu Mali Princ koja se dodjeljuje najboljoj knjizi za djecu i mlade na teritoriju Bosne i Hercegovine, Crne Gore, Hrvatske i Srbije.

## Djela
- Bilješke jedne gimnazijalke, Lukom, 2001.1, Naklada Ljevak, 2005.2, Naklada Ljevak, 2010.3, Naklada Ljevak, 2015.4
- Zeleni pas, 2009.
- Pustolovine Arna i Điđija, 2010.
- Napokon brucošica, 2012.
- Pričice i pjesmice iz daleke Afrike, 2012.
- Medalja za hrabrost, 2014.
- Edbin, 2014.

### Prijevodi
- Govornik za mrtve Orsona Scotta Carda
- Ljudi bez ičega Ursule Le Guin
- Gradovi u letu Jamesa Blisha
- Ejlina pjesma Djeci Zemlje Jeana M. Auela
- Lovci na mamute Jeana M. Auela

## Vanjske poveznice
- www.mvinfo.hr – Ana Đokić: »Nada Mihelčić : Kroz život treba prolaziti poput djece koja šetaju Velesajmom« (razgovor)